# Saif al-Adel
Saif al-Adel (arapski: محمد صلاح الدين الحليم زيدان, latinica: Mohamed Salah al-Din al-Halim Zaidan; Egipat, 11. travnja 1960. ili 1963.) bivši je časnik u egipatskoj vojsci i stručnjak za eksplozive koji djeluje kao de facto vođa al-Kaide od 2022. godine. Kao afganistanski Arapin borio se protiv Sovjetskoga saveza prije nego je postao jednim od članova osnivača al-Kaide, u kojoj je danas član Madžlis al-Šure i poglavar vojne skupštine od smrti Muhammada Atefa 2001. godine. Kao i nekoliko drugih starješina organizacije, živi u Iranu.